# يوجين برايت
يوجين برايت (بالإنجليزية: Eugene Bright)‏ هو لاعب كرة قدم أمريكية أمريكي، ولد في 18 أبريل 1985 في برين مار ‏ في الولايات المتحدة.

## وصلات خارجية
- يوجين برايت على موقع مرجع كرة القدم المحترفة.كوم (الإنجليزية)